# Václav Daněk
Václav Daněk, né le 22 décembre 1960 à Ostrava (République tchèque), est un footballeur tchèque, qui evoluait au poste d'attaquant au FC Baník Ostrava et en équipe de Tchécoslovaquie.
Daněk a marqué neuf buts lors de ses vingt-deux sélections avec l'équipe de Tchécoslovaquie entre 1982 et 1991.

## Carrière d'entraineur
- 1998–1999 : MFK Karviná  (Adjoint)
- 1999–2000 : FC Baník Ostrava  (Adjoint)
- 2000–2001 : FC Baník Ostrava  (Juniors)
- 2001–2002 : FC Baník Ostrava  (Equipe B)
- 2003 : Petra Drnovice
- 2004 : FC Vítkovice
- 2004–2005 : FK Dukla Banská Bystrica
- 2005–2006 : FC Vítkovice
- 2007–2008 : Fotbal Fulnek

## Palmarès

### En équipe nationale
- 22 sélections et 9 buts avec l'équipe de Tchécoslovaquie entre 1982 et 1991.

### Avec le Banik Ostrava
- Vainqueur du Championnat de Tchécoslovaquie de football en 1980 et 1981.
- Vainqueur de la Coupe Mitropa en 1989.
- Vainqueur de la Supercoupe Mitropa en 1989.

### Avec le Dukla Prague
- Vainqueur de la Coupe de Tchécoslovaquie de football en 1985.

### Avec le Swarovski Tirol
- Vainqueur du Championnat d'Autriche de football en 1990.

### Avec le Wacker Innsbruck
- Vainqueur de la Coupe d'Autriche de football en 1993.

## Distinctions personnelles
- Meilleur buteur du Championnat d'Autriche en 1990.